# Kolağası
Kolağası (turco-ottomano: قول أغاسي) o Kol Ağası, o anche Kol Aghasi era un grado militare dell'esercito ottomano corrispondente a primo capitano (turco: Kıdemli Yüzbaşı) o aiutante maggiore.

## Etimologia
Kol Ağası è una parola composta da Kol (colonna in turco) e Ağa (capo in turco).

## Storia
Il grado era inferiore a Binbaşı, che corrispondeva a tenente colonnello fino al 1934, quando il grado di Binbaşı venne declassato a maggiore a causa dell'abolizione del grado di Kolağası (Önyüzbaşı), e superiore al grado di Yüzbaşı (Capitano) nell'esercito ottomano e, fino al 1934, nell'esercito turco.
Nonostante fosse un unico grado, Kolağası era diviso in due: Sağ Kolağası (Kolağası del fianco destro) e Sol Kolağası (Kolağası del fianco sinistro). Sağ Kolağası era superiore a Sol Kolağası. Con la costituzione dell'Armata Mansure (turca ottomano: عساكر منصورهٔ محمديه, traslittarato Asâkir-i Mansûre-i Muhammediye, letteralmente "Vittoriosi soldati di Maometto") che venne istituita al posto del Corpo dei Giannizzeri, abolito nel 1826, un reggimento era diviso in 16 colonne, 8 a destra e 8 a sinistra e ai comandanti delle colonne (destra e sinistra) fu assegnato il grado di kolağası. Nel secondo regolamento del 1828, quando i reggimenti furono divisi in tre compagnie e tre battaglioni, il kolağasi divenne l'assistente del comandante del battaglione. 
Il grado di Kolağası del fianco destro era considerato superiore rispetto al grado di Kolağası del fianco sinistro. Successivamente al grado di Yüzbaşı (Capitano), un ufficiale otteneva prima la promozione a Sol Kolağası e poi a Sağ Kolağası, che era finito per diventare omologo del maggiore degli eserciti europei. 
Il grado di Kolağası venne brevemente rinominato Önyüzbaşı durante i primi anni della Repubblica turca prima di essere  definitivamente rimosso in seguito alla ristrutturazione dell'esercito del 1934.

## Gradi dell'Esercito ottomano
- Gli Ağa erano comandanti di diversi rami dell'esercito: es. Azap Ağaşì, Besili Ağaşì ed Yeniceri Ağaşì. Questa denominazione era usata anche per i comandanti di unità più piccole, come l'ağa bölük e l'ağa ocak, rispettivamente comandanti di un bölük (compagnia) e di un ocak (insieme di truppe).
- Il bölükbaşı era il comandante di un bölük, ed era l'equivalente di un capitano.
- I Çorbacı (in turco “servitori di zuppa”) erano i comandanti dell'orda (reggimento, letteralmente significa “cuore”) dei giannizzeri; corrispondono circa al colonnello (in turco “albay”) di oggi.
- I Mirliva erano dei comandanti di una brigata o di una divisione dell'esercito, e corrispondono al brigadier generale (turco moderno: Tuğgeneral) nel moderno esercito turco o al Generali di Divisione (in turco Tümgeneral).

Il grado di bölükbaşı,  venne sostituito a metà del XIX secolo con il grado di Yüzbaşı rimasto nel moderno Esercito turco.
Il titolare era al comando di un bölük, una suddivisione di un reggimento.
| Grado   | Ufficiali generali | Ufficiali generali | Ufficiali generali | Ufficiali generali | Ufficiali superiori | Ufficiali superiori | Ufficiali superiori | Ufficiali subalterni | Ufficiali subalterni | Ufficiali subalterni | Ufficiali subalterni |
| ------- | ------------------ | ------------------ | ------------------ | ------------------ | ------------------- | ------------------- | ------------------- | -------------------- | -------------------- | -------------------- | -------------------- |
| Turchia | Müşir              | Ferik-ı Evvel      | Ferik-ı Sani       | Mirliva            | Miralay             | Kaymakam            | Binbaşı             | Kolağası             | Yüzbaşı              | Mülazım-ı Evvel      | Mülazım-ı Sani       |

| Grado   | Sottufficiali e graduati | Sottufficiali e graduati | truppa | truppa |
| ------- | ------------------------ | ------------------------ | ------ | ------ |
| Turchia | Çavuş                    | Onbaşı                   | Azab   | Nefer  |

## Egitto
Nell'esercito del Chedivato d'Egitto il grado era Al Sagh (arabo: صاغ) sostituito dal grado di Rāyīd (arabo: رائد) nel moderno esercito egiziano. Il grado era inferiore a Bimbashi (Muqāddām nell'esercito egiziano moderno) e superiore a Jusbasci (Nāqīb nel moderno esercito egiziano).

Distintivo di grado di Sagh dell'Esercito Egiziano